# Dryptodon lisae
Dryptodon lisae là một loài Rêu trong họ Grimmiaceae. Loài này được (De Not.) Loeske mô tả khoa học đầu tiên năm 1910.